# مذبحة جسر برتشكو

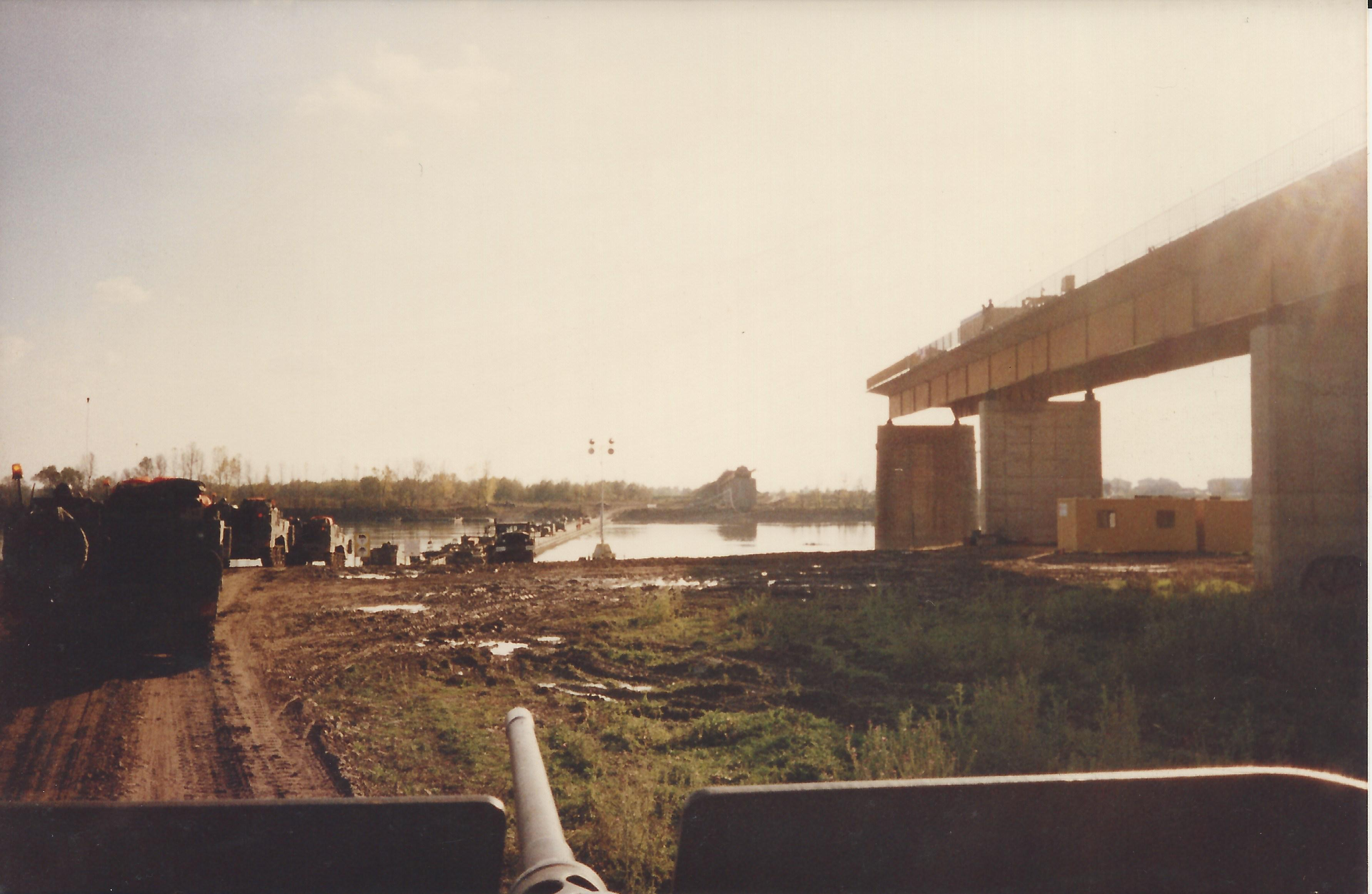
.

مذبحة جسر برتشكو كانت مذبحة لحوالي 100 مدني من الجنسيات الكرواتية والبوشناقية في صباح يوم 30 أبريل 1992. تم تفجير جسر برتشكو فوق نهر سافا من غونيا كرواتيا إلى برتشكو بشكل متعمد بينما كان المدنيون يعبرونه. وقد تم تفجيرها من قبل جنود مجهولين من صرب البوسنة والهرسك. لم يتم تحميل أي شخص مسؤولية المجزرة.
تزعم بعض المصادر أن الجناة ربما كانوا أعضاء في القوات شبه العسكرية للنسور الأبيض ونمور الأركان.